# Ньофшато
 Тази статия е за града в Белгия.  За града във Франция вижте Ньофшато (Франция).  
Ньофшато (на френски: Neufchâteau) е град в Южна Белгия, окръг Ньофшато на провинция Люксембург. Населението му е около 6500 души (2006).